# Cian
Cian es un color celeste saturado, de tonalidad media, comparable con el azul o turquesa claro, el cual también es llamado aciano o ciano y se caracteriza por ser un color intermedio entre el azul y el verde en el espectro de luz visible. La referencia originaria es la cianina, colorante descubierto por Greville Williams en 1856.
La denominación cian es moderna y está relacionada con la actual teoría del color, en donde se define como un color importante que forma parte tanto del espectro visible de la luz, como de los círculos cromáticos, desempeñando el papel de color primario sustractivo y secundario aditivo, y reemplazando al azul verde del sistema tradicional RYB de su lugar como intermedio entre al azul y el verde. 
Los colores similares al cian son llamadas acianas o ciánicas.
|                      | Cian                   | Cian (ftalocianina)  |
| HTML                 | #00FFFF                | #00B0F6*             |
| CMYK                 | (52, 0, 13, 0)**       | (100, 0, 0, 0)       |
| RGB                  | (0, 255, 255)          | (0, 176, 246)*       |
| HSV                  | (180°, 100 %, 100 %)   | (197°, 100 %, 96 %)* |
| Long. de onda aprox. | 491 nm                 | 485 nm               |
| Referencia           | CSS / HTML / VGA / X11 | [ 4 ]                |

* Los valores dados para el cian de ftalocianina (CMYK) son aproximaciones, puesto que el cian CMYK es más saturado de lo que se puede producir en una pantalla.
** Los valores CMYK del cian sRGB son aproximados, puesto que el cian de este espacio de color está fuera de la mayoría de gamuts CMYK.

## Etimología, ortografía y terminología

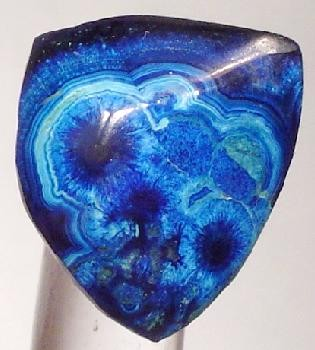
Azurita pulida

La palabra cian deriva del francés cyan y este del latín cyānus, del griego κυανός (kýanos ), ‘azul oscuro’ (y este de la raíz hitita kuwan–, ‘azurita’).
A partir de la adopción de la tinta cian para los procesos de impresión de libros, revistas, etc., esta denominación de color fue incorporándose progresivamente a los acervos iconolingüísticos tradicionales de la cultura occidental.

### Lexemas
El lexema cian o ciano asocia a los términos que lo incluyen con el color azul. Algunos ejemplos de esto son las palabras cianotipia, hemocianina, cianosis y cianobacteria.

### Ortografía y terminología
El Diccionario de la lengua española de la Real Academia Española registra la palabra cian, pero no cián, cyan ni aciano. Cián es un error ortográfico (los monosílabos no llevan tilde salvo ciertas excepciones), y cyan es una mala traducción del vocablo inglés, ya castellanizado. Aciano es el nombre de una planta, la Centaurea cyanus, conocida como aciano o azulejo, aunque en las artes visuales se suele llamar así al color cian; sin embargo, la denominación de color aciano se presta a confusión, ya que también designa al color que se basa en el de las flores de esta planta. Véase azul aciano.

## Historia

Círculo cromático de Hatt, 1908, donde introduce el color azul cian como secundario aditivo (Minus color).

### El colorante cianina
«Cian», como nombre de color, proviene del colorante cianina, derivado de la interacción de una sal de quinoleína y un álcali, que fuera descubierto por Greville Williams en 1856.
Actualmente, la cianina —en realidad, un conjunto de colorantes de esta denominación— se usa en tintas de impresión, como sensibilizador cromático en emulsiones fotográficas, y en la capa que registra la información de los discos CD-R y DVD-R.

### Relevancia histórica
Cian cuenta con una historia rica y diversa, y tiene un significado cultural desde hace milenios. En las civilizaciones antiguas, la turquesa, valorada por su atractivo estético, era una gema preciosa de gran prestigio. La turquesa viene en una variedad de tonos, desde el verde al azul, pero los tonos cian son particularmente frecuentes. Hace aproximadamente 3.700 años, se creó un tesoro con forma de dragón intrincadamente elaborado a partir de más de 2.000 piezas de turquesa y jade. Este artefacto es ampliamente reconocido por muchos eruditos chinos como el tótem de dragón chino más antiguo.
Las joyas de turquesa también tenían una importancia significativa entre los aztecas, quienes a menudo presentaban esta piedra preciosa en vibrantes frescos con fines tanto simbólicos como decorativos. Los aztecas veneraban la turquesa, asociando su color con los cielos y lo sagrado. Además, los antiguos egipcios interpretaban los tonos cian como representación de la fe y la verdad, mientras que los tibetanos los veían como un símbolo del infinito.
Después de usos anteriores en diversos contextos, los tonos cian encontraron un uso cada vez mayor en diversas culturas debido a sus atractivas cualidades estéticas en estructuras religiosas y obras de arte. Por ejemplo, la prominente cúpula de la mezquita de Goharshad en Irán, construida en 1418, muestra esta tendencia. Además, el uso de Jacopo da Pontormo de un tono verde azulado para la túnica de María en la pintura de 1528 Visitación de Carmignano demuestra el atractivo de estos tonos. Durante el siglo XVI, los hablantes de inglés comenzaron a utilizar el término turquesa para describir el color cian de objetos que se parecían al color de la piedra.
En la década de 1870, el escultor francés Frédéric Bartholdi inició la construcción de lo que más tarde se convertiría en la Estatua de la Libertad. Con el tiempo, la exposición a los elementos hizo que la estructura de cobre desarrollara su pátina distintiva, en la actualidad reconocida como un cian icónico. Después de esto, hubo un avance significativo en el uso del cian a finales del siglo XIX y principios del XX.

## Complementariedad
En todos los sistemas de cromosíntesis mencionados, el color complementario del cian es el rojo.

## Cian sustractivo (color primario)

Producción de colores a partir de los primarios del sistema sustractivo. Mezclando cian, magenta y amarillo se obtienen los secundarios rojo, verde y azul, y por mezclas sucesivas todos los demás colores.

El color cian sustractivo, también llamado azul cian o azul primario es, junto con el magenta y el amarillo,  un color primario. Esto significa que cuando se trabaja con pigmentos de cualquier clase (pinturas, colorantes, tintas) basta con mezclar esos tres colores en diferentes proporciones para obtener todos los demás, con el agregado de negro y ocasionalmente de blanco para lograr una tonalidad más clara o más oscura.
En el procedimiento de impresión por cuatricromía también juega un papel fundamental el cian, ya que esta técnica también emplea los colores primarios sustractivos con el agregado de negro. De allí que un color para cuatricromía se describa mediante el porcentaje de cada uno de estos cuatro colores que entra en su composición. Así, un área impresa en color cian puro estará compuesta por C=100 (100 % de cian), M=0 (0 % de magenta), Y=0 (0 % de amarillo) y K=0 (0 % de negro). Véase CMYK.
En el cuadro de la derecha se proporciona una muestra de este cian sustractivo o pigmentario «de imprenta». Se ha tratado de simular la coloración de la tinta cian pura lo mejor posible mediante el sistema de mezcla de colores que utiliza el monitor.

### Cian pictórico
Los colores para pintura artística que se encuentran en el comercio bajo la denominación cromática de «cian» suelen estar elaborados con ftalocianina de cobre, colorante cian desarrollado en los años 1920. Usualmente son más oscuros que el cian de cuatricromía, debido a que los artistas pueden diluir o aclarar los colores al hacer sus mezclas. El cian para cuatricromía, en cambio, es relativamente claro para que su valor no difiera mucho del de la tinta amarilla con que debe combinarse.
También puede obtenerse un cian pictórico más claro y parecido al cian aditivo bajo la denominación «azul primario».

## Cian aditivo (color secundario)

Producción de colores a partir de los primarios del sistema aditivo. Mezclando rojo, verde y azul se obtienen los secundarios cian, magenta y amarillo, y por mezclas sucesivas todos los demás colores.

El color cian o acua es un color secundario en el sistema aditivo de síntesis de color, en el cual los colores se obtienen mezclando luz de color en lugar de pigmentos. Los colores primarios de este sistema son el rojo, el verde y el azul; para obtener cian hay que superponer luz verde y luz azul. Opcionalmente, podemos partir de la luz blanca, que contiene a todos los otros colores, y filtrar el rojo, tras lo cual quedará solo la combinación de verde y azul: cian.
Este sistema aditivo de colores luz es el que utilizan los monitores y televisores para producir colores. En este sistema, un color se describe con valores que van de 0 a 255 para cada uno de sus componentes (rojo, verde y azul), indicando al rojo con «R», al verde con «G» y al azul con «B». Así, el cian aditivo puro que se ve en el cuadro de la derecha se expresa como R=0 (nada de rojo), G=255 (verde al valor máximo) y B=255 (azul al valor máximo). Véase RGB.
Nótese que en la muestra de color cian de la derecha no se dan los valores para el sistema sustractivo de cuatricromía (C, M, Y y K); esto es porque el espacio de color CMYK es menor que el espacio de color RGB. Es decir que mezclando colores luz se pueden lograr más colores que mezclando pigmentos. Por ese motivo algunos de los colores que se ven en un monitor de ordenador no pueden reproducirse fielmente en papel.

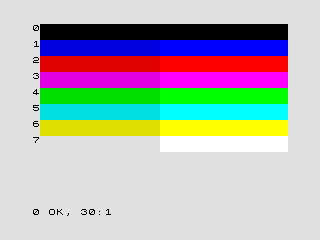
Pantalla de un ordenador Sinclair ZX Spectrum (1982) mostrando su paleta de 16 colores con dos tonos de cian

Este cian fue uno de los primeros colores que pudieron reproducir los ordenadores personales al abandonar la monocromía, a principios de los años 1980.

### Cian espectral: el quinto color

En el espectro de luz visible, puede considerarse que el cian está cerca de uno de los extremos, entre el azul y el verde

Cian espectral es el color cian de la región del espectro visible que el ojo humano es capaz de percibir. Como tal es el quinto de los 7 colores del arcoíris, por lo que a veces se le ha llamado celeste o turquesa. Algunas autoridades en color no parecen considerar al cian como un color tradicional del espectro, el mismo Newton llamó al quinto color blue, como una referencia al azul claro, pues el sexto color indigo se refiere al azul oscuro. Otras fuentes señalan que la longitud de onda de la luz cian es de alrededor de 487 a 505 nm. Las frecuencias más bajas que este cian se perciben como verde, y las más altas como azul.

## Colores web
Los colores HTML establecidos por protocolos informáticos para su uso en páginas web incluyen el cian que se muestra debajo. Como se ve, coincide con el cian aditivo puro, y en programación puede invocársele indistintamente con los nombres cyan (cian) o aqua. 
|           | Cian (HTML) o Acua (X11) |
| HTML      | #00FFFF                  |
| RGB       | (0, 255, 225)            |
| HSV       | (180°, 100 %, 100 %)     |
| Protocolo | CSS / HTML / VGA / X11   |

La siguiente, es una muestra de colores relacionados con el cian:
| Nombre                          | Muestra | Cod. Hex. | RGB | RGB | RGB | HSV  | HSV  | HSV  |
| ------------------------------- | ------- | --------- | --- | --- | --- | ---- | ---- | ---- |
| Aguamarina (Aquamarine)         |         | #7FFFD4   | 127 | 255 | 212 | 160° | 50%  | 100% |
| Azur (Azure)                    |         | #F0FFFF   | 240 | 255 | 255 | 180° | 6%   | 100% |
| Celeste claro (LightSkyBlue)    |         | #87CEFA   | 135 | 206 | 250 | 203° | 46%  | 98%  |
| Celeste intenso (DeepSkyBlue)   |         | #00BFFF   | 0   | 191 | 255 | 195° | 100% | 100% |
| Cian claro (LightCyan)          |         | #E0FFFF   | 224 | 255 | 255 | 180° | 12%  | 100% |
| Cian oscuro (DarkCyan)          |         | #008B8B   | 0   | 139 | 139 | 180° | 100% | 55%  |
| Turquesa (Turquoise)            |         | #40E0D0   | 64  | 224 | 208 | 174° | 71%  | 88%  |
| Turquesa pálido (PaleTurquoise) |         | #AFEEEE   | 175 | 238 | 238 | 180° | 26%  | 93%  |

## Galería

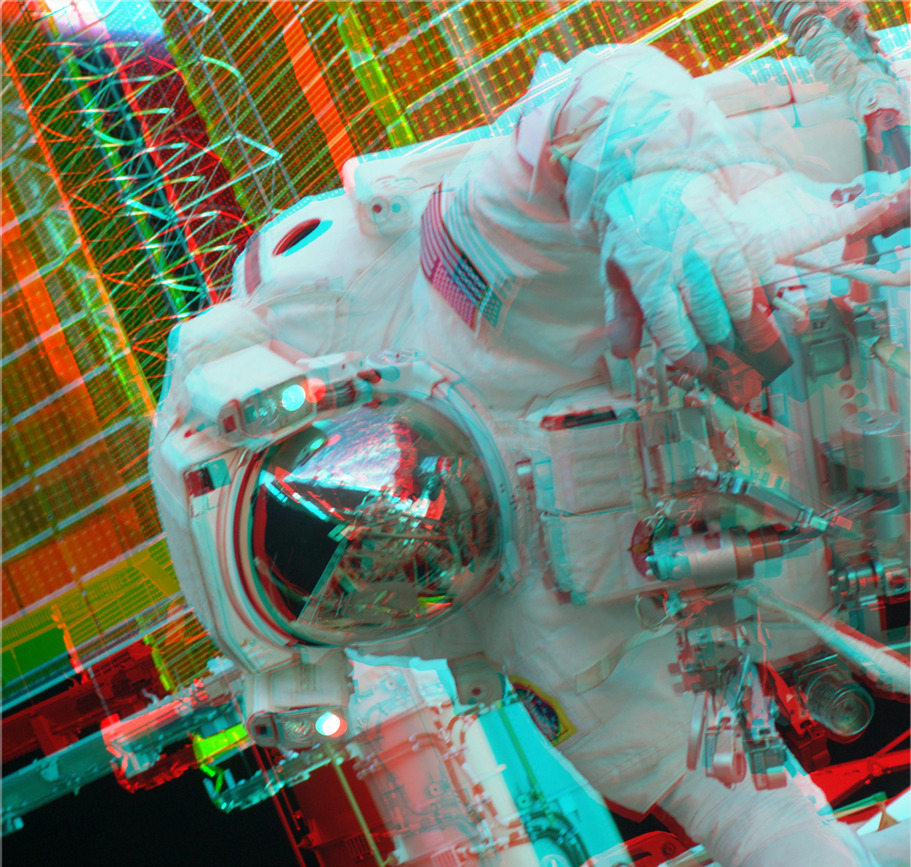
Fotografía tridimensional para ver con gafas anaglifo, que tienen cristales de color rojo y cian
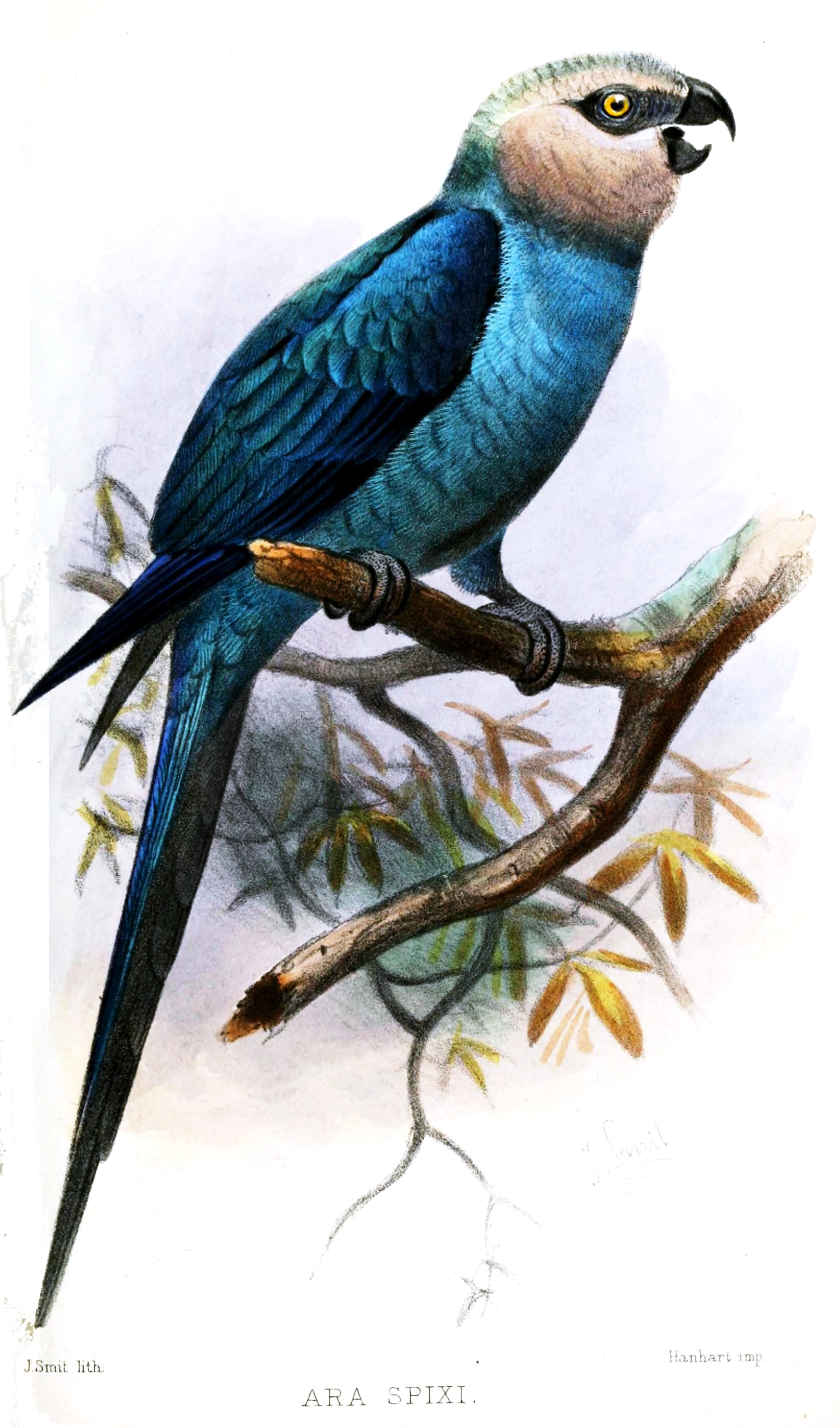
El nombre genérico del guacamayo de Spix, Cyanopsitta spixii, indica que su plumaje contiene azul
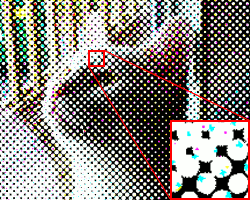
Detalle de los puntos de tinta cian en una fotografía impresa por cuatricromía
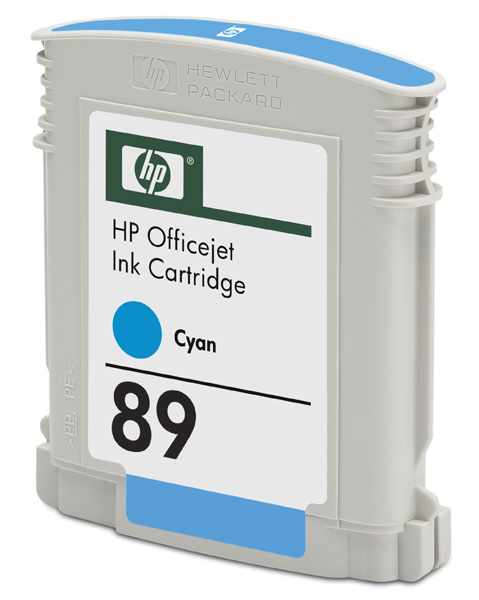
Cartucho de tinta cian de una impresora de inyección
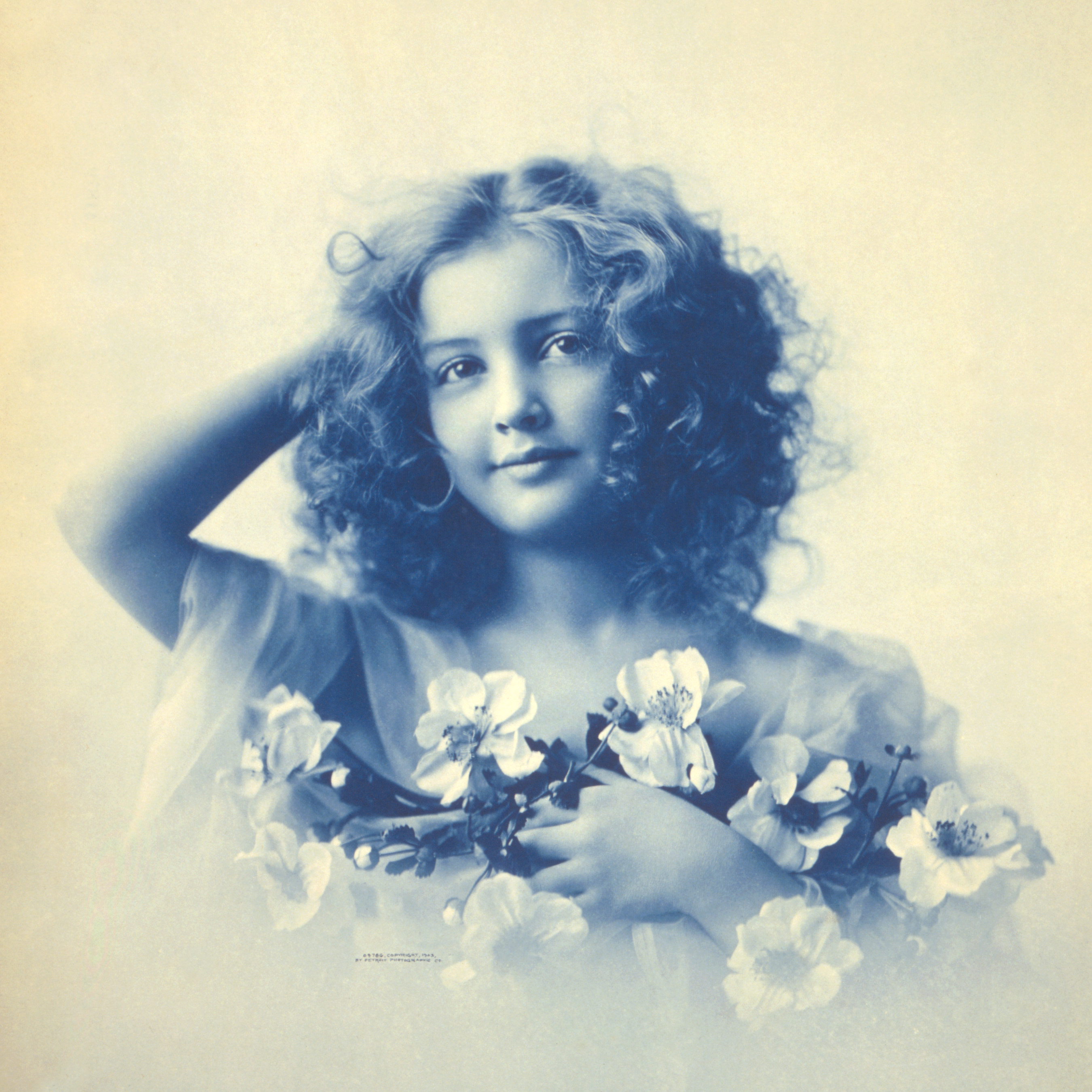
Editha, cianotipo de 1903. Procedimiento fotográfico en color azulado.
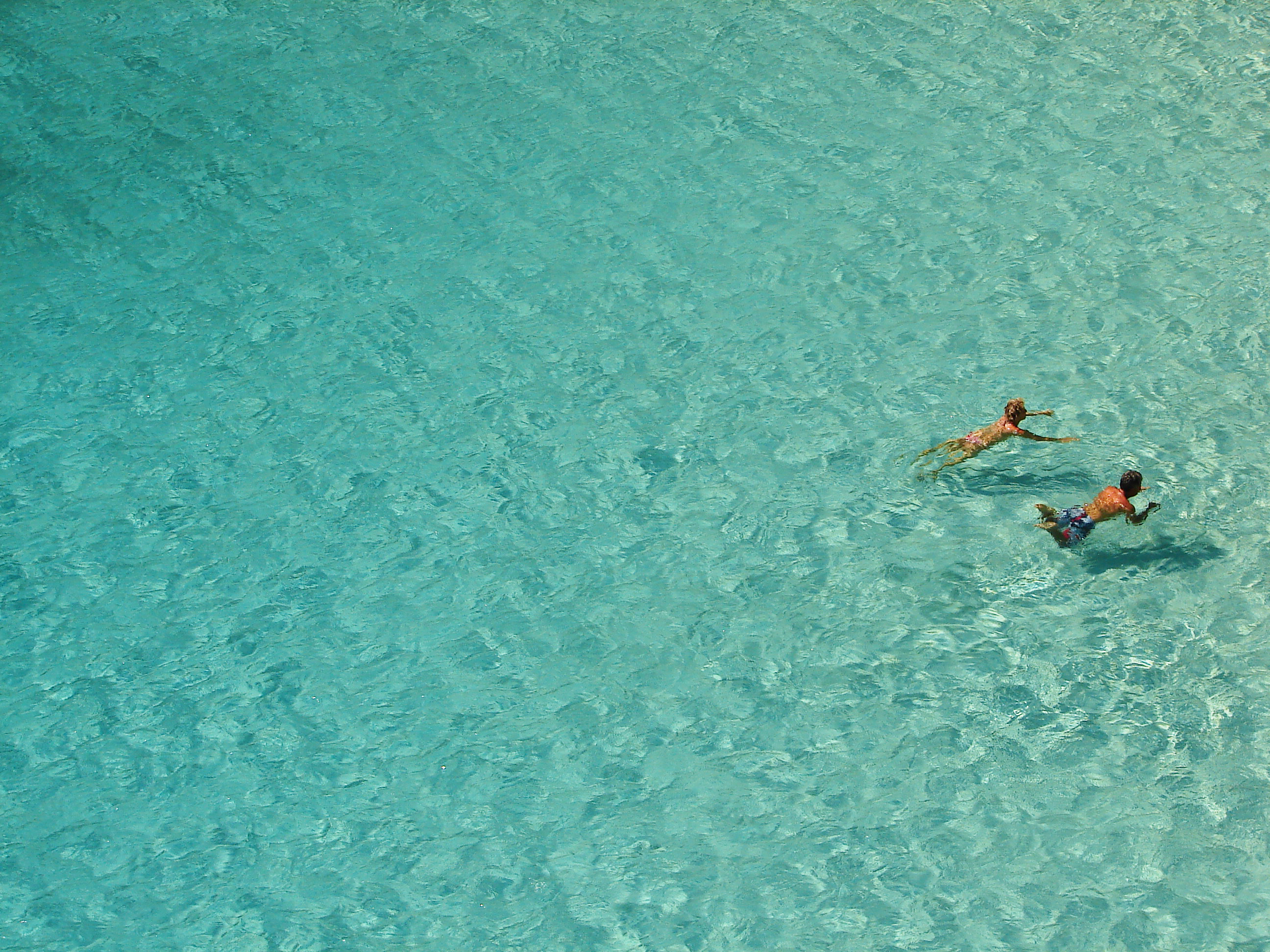
El agua absorbe el rojo, por lo que las aguas claras poco profundas sobre arena blanca da tonos ciánicos
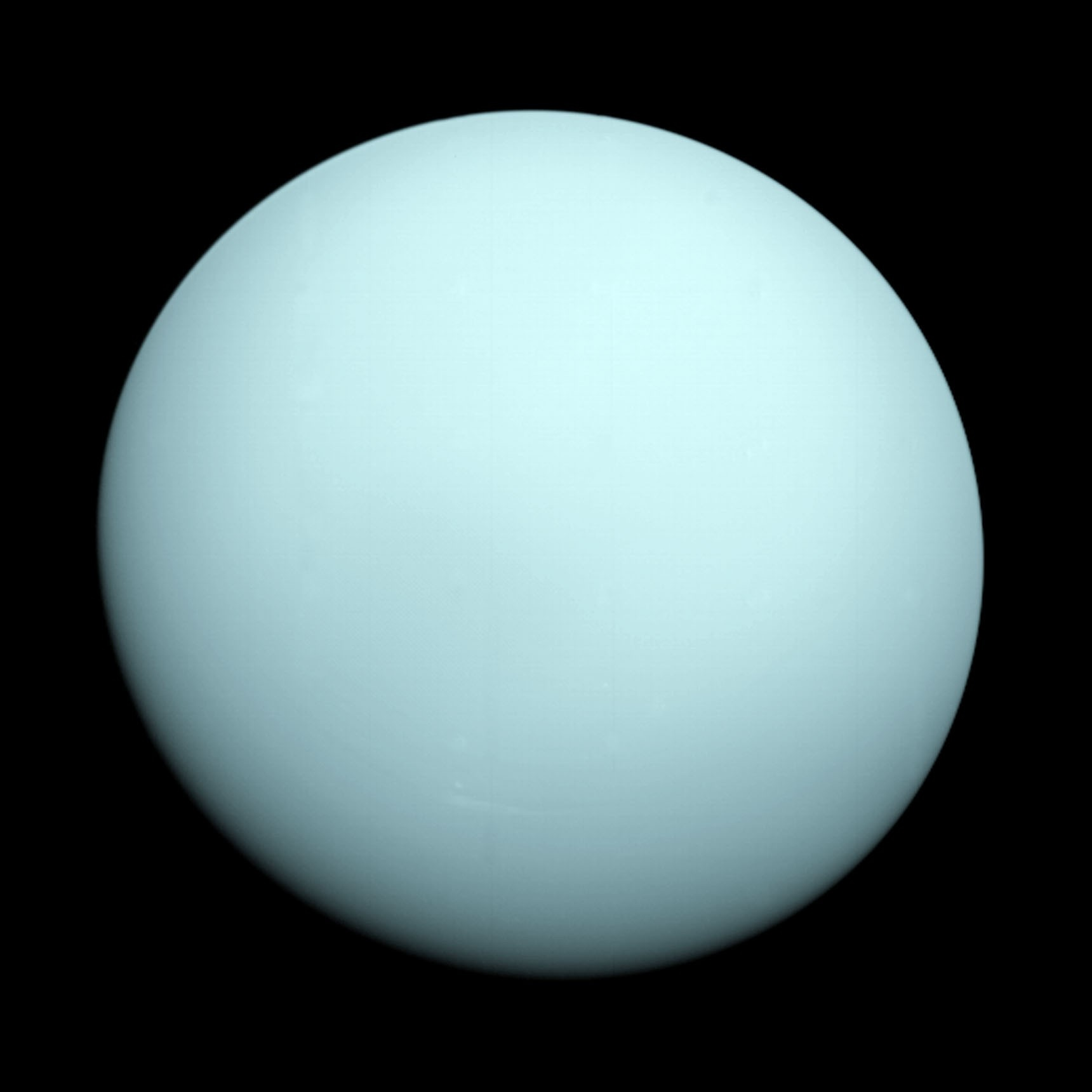
El planeta Urano es de color cian claro debido al gas metano atmosférico
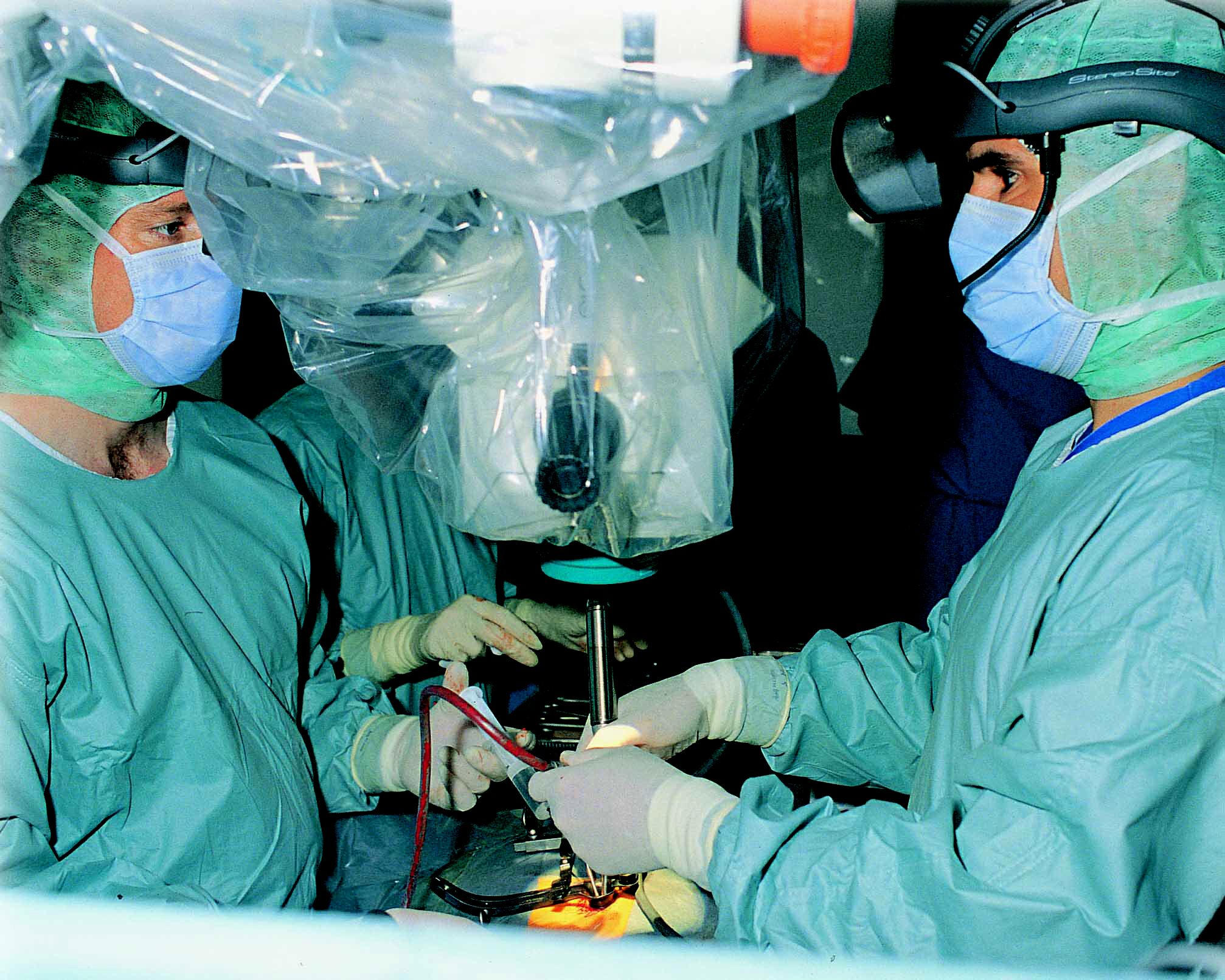
El cian es el color del equipo quirúrgico alemán debido a que desensibiliza por absorción del color rojo sangre
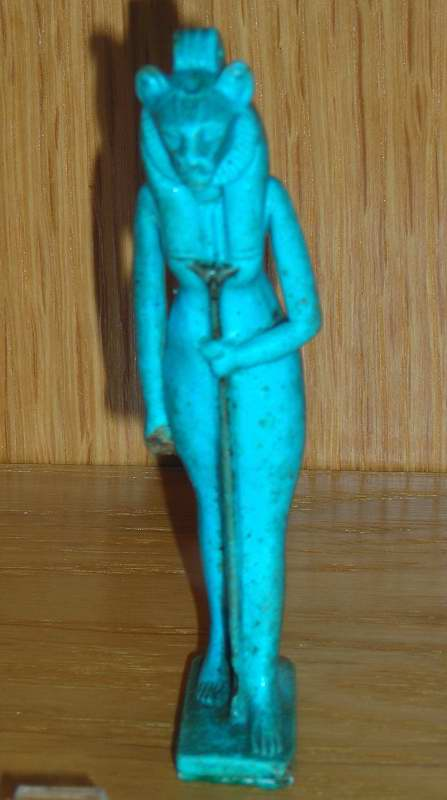
Antiguo amuleto egipcio de Sejmet
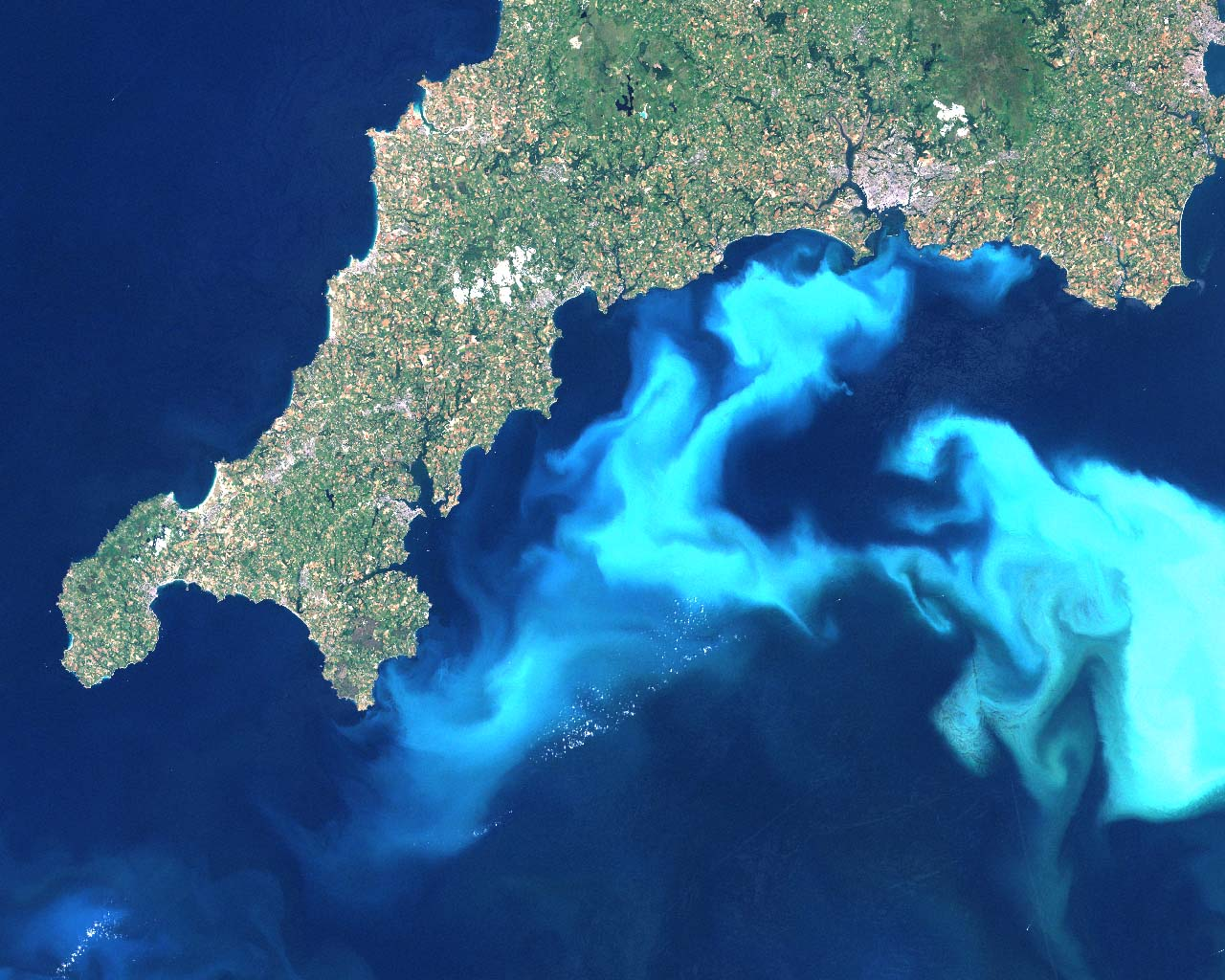
Afloramiento de fitoplancton en Inglaterra (microalga Emiliania)
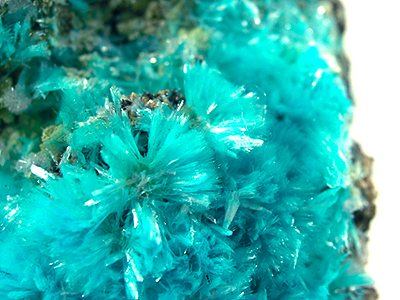
Auricalcita
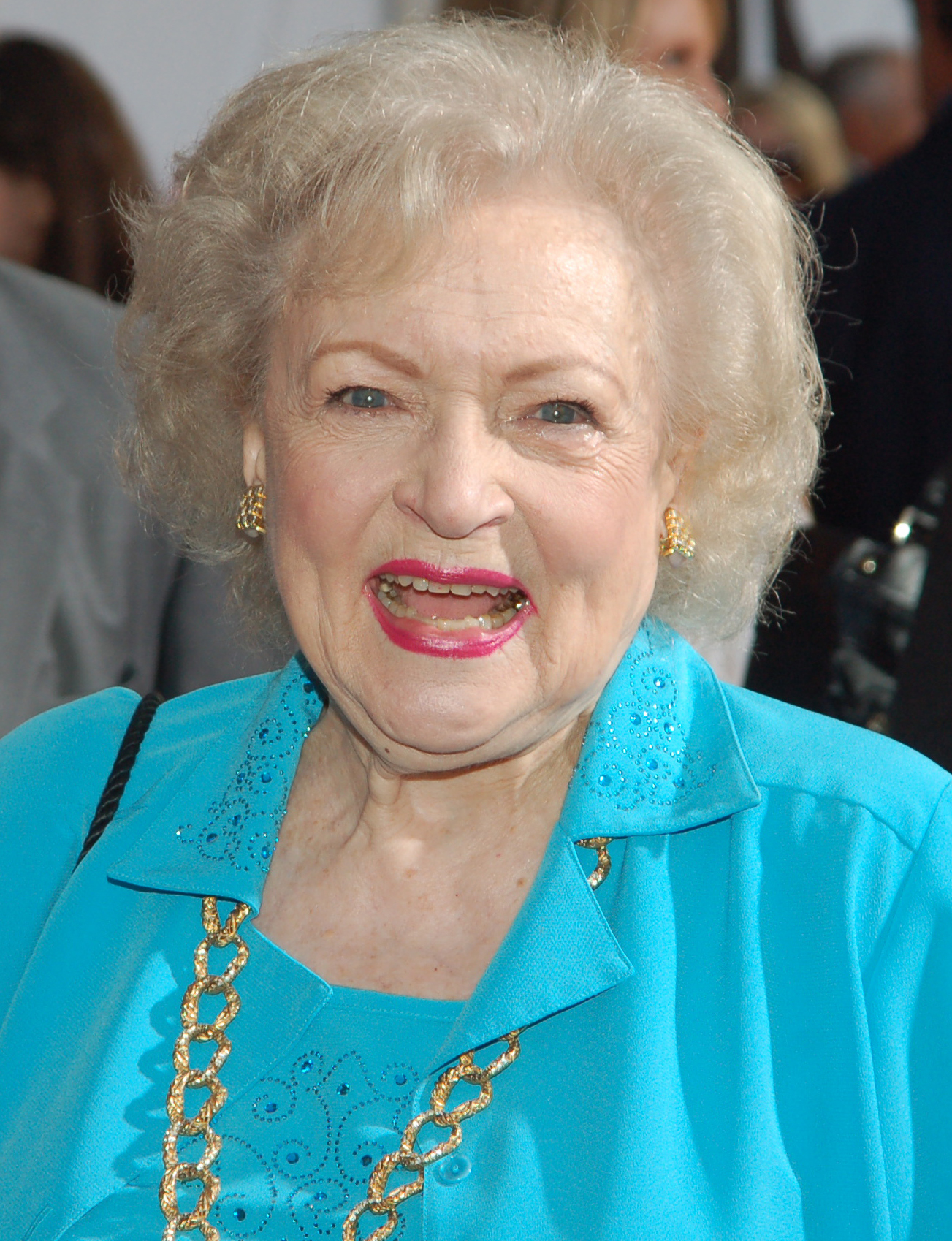
Vestimenta color cian (comediante Betty White)